# Estádio Euganeo
O Stadio Euganeo (Estádio Euganeo em português) é um estádio localizado em Padova, na Itália. É a casa do clube de futebol Calcio Padova.
Foi inaugurado em 1994 e tem capacidade para 32.420 torcedores.